# Montalbert
Montalbert of Plagne Montalbert is een skidorp in het Franse wintersportgebied La Plagne, deel van Paradiski. Het bevindt zich tussen 1350 en 1450 meter boven zeeniveau op het grondgebied van de gemeente Aime-la-Plagne in het departement Savoie. Het idee om van het gehucht een skidorp te maken kwam er in 1971; in 1980 werd het nieuwe skioord ingewijd. Montalbert is een van de drie laagste punten van het skigebied, naast Montchavin-Les Coches en Champagny. De rest van La Plagne is daardoor minstens drie skiliften verwijderd van Montalbert.